# Selbstassemblierung

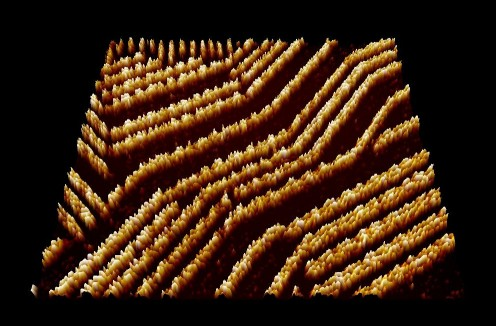
STM-Aufnahme von selbstassemblierten Molekülketten des organischen Halbleiters Chinacridon auf Graphit.

Der Begriff Selbstassemblierung (engl. self-assembly) ist bislang nicht einheitlich festgelegt und wird daher in den unterschiedlichsten Zusammenhängen sehr verschieden definiert. Damit einher geht auch die zusätzlich unklare Abgrenzung gegenüber dem Begriff Selbstorganisation, so dass die Verwendung beider Begriffe oft austauschbar und unspezifisch erfolgt. Für die folgende Definition und Klassifizierung werden Begriffsdefinitionen aus der naturwissenschaftlichen Literatur übernommen und teilweise so erweitert, dass eine klare und eindeutige Abgrenzung ermöglicht wird.

## Definition
Der Begriff Selbstassemblierung bezieht sich auf Prozesse der Struktur- und Musterbildung, die autonom, also ohne äußerliche Einwirkungen wie z. B. dirigierend durch menschliche Eingriffe, ablaufen. Gegenüber Begriffen wie Formierung, Ausbildung oder templating (deutsch: etwa matrixunterstützte, matrixgeleitete Anordnung), in denen ausschließlich Prozesse vereint werden, die von außen auf ein System einwirken und somit über externe Informationen aus der Umwelt bestimmte Formen oder Muster prägen, ist der Begriff Selbstassemblierung durch folgende Kriterien abgegrenzt:
- Der Prozess setzt an bereits vorhandenen, separaten Komponenten (z. B. Moleküle) an.
- Das Ergebnis ist ein Produkt der Informationen, die die einzelnen Komponenten selbst enthalten (z. B. Ladung, Masse, Gestalt, Oberflächeneigenschaften) und dabei für deren gegenseitige Wechselwirkungen bestimmend sind.

Im anglistischen Raum unterscheidet man die beiden Prozesse „self-assembly“ und „self-organization“, also „Selbstassemblierung“ und „Selbstorganisation“. Während Selbstorganisation die Bildung von Nichtgleichgewichts-Strukturen beschreibt (keine thermodynamischen Minimalstrukturen), beschreibt die Selbstassemblierung die Bildung von thermodynamischen Minimumstrukturen. In der Literatur wird diese Definition aber nicht immer klar eingehalten, sodass – obgleich der klaren Definition – beide Begriffe stark vermischt verwendet werden. Zugleich tritt besonders bei biologischen Systemen oft eine Kombination beider Mechanismen auf. Beispiele für Selbstorganisation ist die Aktin-Polymerisation zu Aktinfilamenten (notwendig ist ATP), das die Strukturbildung im Ungleichgewicht hält. Selbstassemblierung ist zum Beispiel bei der Kristallisation zu beobachten, wobei Ionen zur thermodynamischen Minimalstruktur Kristall zusammengebaut werden.

## Klassifizierung
Nach dieser begrifflichen Festlegung kann zusätzlich eine Klassifizierung in verschiedene Typen von Selbstassemblierung vorgenommen werden (in Anlehnung an, wobei dort die Definition nicht zwischen geordneten und komplexen Systemen unterscheidet, so dass hier die Definition um den Aspekt der Symmetrie ergänzt wurde):
- Statische Selbstassemblierung: Symmetrische Strukturen, die einen globalen oder lokalen thermodynamischen Gleichgewichtszustand einnehmen.
- Dynamische Selbstassemblierung: Geordnete Strukturen in Systemen mit dissipativer Struktur, d. h. die symmetrische Struktur kann nur durch Aufnahme von Energie erhalten bleiben.
- Matrixunterstützte Selbstassemblierung: Die Struktur wird nicht ausschließlich von den Interaktionen zwischen den Komponenten bestimmt, sondern auch durch regelmäßige Muster in der Umgebung des Systems (z. B. Struktur einer Kristalloberfläche).

Von großer Bedeutung für eine technologische Nutzung der Selbstassemblierung ist die Möglichkeit, durch die Auswahl bzw. das Design der Komponenten deren Interaktion und damit das Ergebnis der Selbstassemblierung zu beeinflussen. In Bezug auf Nanotechnologien kommen als Komponenten Atome, Moleküle oder Nanopartikel in Betracht, wobei insbesondere bei Molekülen durch die Möglichkeit des chemischen Designs ein großer Spielraum an Variabilität der Interaktionen zugänglich ist. Treten Moleküle als Komponenten in Erscheinung, wird in Veröffentlichungen gelegentlich der Terminus molekulare Selbstassemblierung angewendet (z. B. in ), ohne zwischen molekularen und supramolekularen Assoziationen zu unterscheiden. Um auf diesen Unterschied Rücksicht zu nehmen, kann folgende Differenzierung vorgenommen werden:
- Molekulare Selbstassemblierung: Moleküle verbinden sich zu einer kovalenten Struktur, wobei jedoch ein gewisser Grad an Reversibilität der Verbindungen bei der Entstehung des Aggregates gegeben ist. Dabei handelt es sich z. B. um makropolyzyklische Strukturen wie etwa Porphyrine und Phthalocyanine.
- Supramolekulare Selbstassemblierung: Moleküle assoziieren sich spontan durch nicht-kovalente Wechselwirkungen (z. B. Wasserstoffbrückenbindungen, Van-der-Waals-Wechselwirkungen) zu reversiblen Systemen. Dazu zählen z. B. organische Filme oder Zellmembrane.

## Abgrenzung zum BegriffSelbstorganisation
Da mit diesen Definitionen der Begriff Selbstassemblierung relativ eng eingegrenzt ist, ergibt sich daraus auch eine Möglichkeit der Abgrenzung zum Begriff Selbstorganisation. Dies ist sinnvoll, wenn autonome strukturbildende Prozesse unter dem Aspekt der Komplexität betrachtet werden: Prozesse, die zu einer Komplexitätsentwicklung führen, lassen sich von solchen ohne Komplexitätsentwicklung trennen und so begrifflich verschieden zuordnen.
Um Komplexität als prinzipiell messbare Größe erfassbar zu machen, damit eine eindeutige Aussage über deren Veränderung möglich ist, kann sie als ein Maß dafür definiert werden, wie viel Information mindestens über den Zustand eines Prozesses benötigt wird, um dessen zukünftiges Verhalten vorhersagen zu können (sog. statistische Komplexität).
Auf Grundlage dieser Definition kann ein Prozess als selbstorganisierend betrachtet werden, wenn dessen statistische Komplexität in Abhängigkeit von der Zeit zunimmt.
Reine Selbstassemblierung ließe sich damit unter Berücksichtigung aller oben genannten Merkmale durch das Fehlen einer Komplexitätsausbildung und -entwicklung klar von Selbstorganisation trennen: Bei durch Selbstassemblierung entstandenen Systemen erlaubt die Information über eines der Elemente zugleich die Vorhersage über das Verhalten und die Position aller anderen Elemente, da es sich um hochgeordnete Verbände handelt, die Symmetrien ausbilden. Demgegenüber lassen gebrochene Symmetrien, die jedoch noch nicht chaotisch sind, Komplexität zu: Die Information allein über einen Teil der Struktur ist nicht ausreichend, um die Eigenschaften und das Verhalten von anderen Teilen vorherzusagen. Komplexität als ein Merkmal von Selbstorganisation bildet und entwickelt sich zwischen Ordnung und Unordnung – im Grenzbereich zum Chaos (edge of chaos,) der z. B. entsteht, wenn sich Systeme vom thermodynamischen Gleichgewicht entfernen und dabei Instabilitäten entstehen.